# تشارلز باتريك غارسيا
تشارلز باتريك غارسيا (بالإنجليزية: Charles Patrick Garcia)‏ هو ضابط أمريكي، ولد في 28 فبراير 1961.

## وصلات خارجية
- تشارلز باتريك غارسيا على موقع إن إن دي بي (الإنجليزية)